# 小行星9117
小行星9117（9117 Aude）是一颗绕太阳运转的小行星，为主小行星带小行星。该小行星于1997年3月27日发现。

## 轨道参数
小行星9117的轨道半长轴为2.4213749 UA，离心率为0.166。